# Pierre Laporte
Pierre Laporte (ur. 25 lutego 1921 w Montrealu, zm. 17 października 1970) – polityk kanadyjski.
W latach 1945 do 1961 był dziennikarzem gazety Le Devoir. W 1970 został wicepremierem i ministrem pracy rządu lokalnego prowincji Quebec. 10 października 1970 został uprowadzony przez terrorystów z separatystycznego Frontu Wyzwolenia Quebecu (Front de Libération du Québec, FLQ) i zamordowany tydzień później